# Last Fantasy
Last Fantasy é o segundo álbum de estúdio da cantora sul-coreana IU. Foi lançado em 29 de novembro de 2011 pela LOEN Entertainment. O álbum contém treze faixas, incluindo o single "You and I".

## Produção
IU recebeu a colaboração de artistas e cantores como Yoon Sang, Kim Kwang-jin, Lee Juck, Kim Hyeon-cheol, Yoon Jong-shin, G. Gorilla, Corinne Bailey Rae e Ra.D para seu álbum, que seria lançado após nove meses de hiatus desde o seu mini-álbum Real+.
A sua agência, LOEN Entertainment, anunciou que "o álbum foi trabalhado por um bom tempo e o conteúdo exclusivo presente na edição especial limitada permitirá que os fãs entendam melhor o processo da sua produção. É um presente especial de IU para os fãs que esperaram bastante tempo."
Em 3 de dezembro de 2011, IU começou sua primeira semana de divulgação do novo trabalho no The Music Trend da SBS. Ela cantou "A Child Searching for Stars" (hangul: 별을 찾는 아이; rr: Byeoreul Chatneun Ai) e o single "You and I" (hangul: 너랑 나; rr: Neorang Na).

## Videoclipe
Em 28 de novembro de 2011, um dia antes da venda do álbum nas lojas, foi lançado o videoclipe para "You and I" no canal oficial do YouTube da LOEN Entertainment. O videoclipe contém elementos de fantasia, junto com uma história bem elaborada, e participação do ator Lee Hyun-woo. A proposta de Last Fantasy é refletir o período da vida em que se despede da infância para se tornar uma pessoa mais madura.
A agência liberou o videoclipe para canção "Last Fantasy" em 9 de fevereiro de 2012 através do seu canal oficial no YouTube. O vídeo contém cenas da cantora na sua estreia no Japão, como no evento "IU JAPAN PREMIUM SPECIAL LIVE" que ocorreu no estádio Bunkamura.

## Faixas
| N.º            | Título                                                                                          | Letras             | Música                     | Duração |  |
| 1.             | "Secret" (비밀; Bimil)                                                                          | Kim Eana           | Jeong Seok-won             | 4:04    |  |
| 2.             | "Sleeping Prince of the Woods" (잠자는 숲 속의 왕자; Jamjaneun Sup Sogui Wangja, com Yoon Sang) | Bak Chang-hak      | Yoon Sang                  | 3:34    |  |
| 3.             | "A Child Searching for Stars" (별을 찾는 아이; Byeoreul Chatneun Ai, com Kim Kwang-jin)         | Heo Seung-kyeong   | Kim Kwang-jin              | 3:58    |  |
| 4.             | "You and I" (너랑 나; Neorang Na)                                                               | Kim Eana           | Lee Min-soo                | 3:59    |  |
| 5.             | "Wallpaper Patterns" (벽지무늬; Byeokjimunui)                                                   | Yoon Jong-shin     | Yoon Jong-shin Lee Geun-ho | 3:40    |  |
| 6.             | "Uncle" (삼촌; Samchon, com Lee Juck)                                                           | IU Lee Juck        | Lee Juck                   | 3:24    |  |
| 7.             | "Wisdom Tooth" (사랑니; Sarangni)                                                               | G. Gorilla IU      | G. Gorilla                 | 3:33    |  |
| 8.             | "Everything's Alright" (com Kim Hyeon-cheol)                                                    | Kim Hyeon-cheol IU | Kim Hyeon-cheol            | 3:33    |  |
| 9.             | "Last Fantasy"                                                                                  | Kim Eana           | Kim Hyeong-seok            | 6:07    |  |
| 10.            | "Teacher" (com Ra.D)                                                                            | IU Ra.D            | Ra.D                       | 4:01    |  |
| 11.            | "A Stray Puppy" (길 잃은 강아지; Gil Ireun Gang-aji)                                            | IU                 | IU                         | 3:14    |  |
| 12.            | "4AM"                                                                                           | IU                 | Corinne Bailey Rae         | 3:02    |  |
| 13.            | "L'amant" (라망; Ramang)                                                                        | Jung Jae-hyung     | Jung Jae-hyung             | 5:52    |  |
| Duração total: | Duração total:                                                                                  | Duração total:     | Duração total:             | 52:01   |  |

## Desempenho nas paradas

### Álbum
| País          | Parada                     | Melhor posição | Vendas                          |
| ------------- | -------------------------- | -------------- | ------------------------------- |
| Coreia do Sul | Gaon Weekly Albums Chart   | 4              | - KOR: 146,064+ (ambas edições) |
| Coreia do Sul | Gaon Monthly Albums Chart  | 3              | - KOR: 146,064+ (ambas edições) |
| Coreia do Sul | Gaon Year-End Albums Chart | 15             | - KOR: 146,064+ (ambas edições) |

### Single
You and I
| Parada                                | Melhor posição | Vendas                                       |
| ------------------------------------- | -------------- | -------------------------------------------- |
| Gaon Weekly Singles Chart             | 1              | - KOR: 5,201,504+ (apenas digital downloads) |
| Gaon Weekly Local Singles Chart       | 1              | - KOR: 5,201,504+ (apenas digital downloads) |
| Gaon Weekly Streaming Singles Chart   | 1              | - KOR: 5,201,504+ (apenas digital downloads) |
| Gaon Weekly Download Singles Chart    | 1              | - KOR: 5,201,504+ (apenas digital downloads) |
| Gaon Weekly Background Music Chart    | 1              | - KOR: 5,201,504+ (apenas digital downloads) |
| Gaon Weekly Mobile Ringtone Chart     | 4              | - KOR: 5,201,504+ (apenas digital downloads) |
| Gaon Weekly Karaoke Chart             | 1              | - KOR: 5,201,504+ (apenas digital downloads) |
| Gaon Monthly Singles Chart            | 1              | - KOR: 5,201,504+ (apenas digital downloads) |
| Gaon Monthly Streaming Singles Chart  | 1              | - KOR: 5,201,504+ (apenas digital downloads) |
| Gaon Monthly Download Singles Chart   | 1              | - KOR: 5,201,504+ (apenas digital downloads) |
| Gaon Monthly Background Music Chart   | 1              | - KOR: 5,201,504+ (apenas digital downloads) |
| Gaon Monthly Mobile Ringtone Chart    | 2              | - KOR: 5,201,504+ (apenas digital downloads) |
| Gaon Monthly Karaoke Chart            | 1              | - KOR: 5,201,504+ (apenas digital downloads) |
| Gaon Year-End Singles Chart           | 36             | - KOR: 5,201,504+ (apenas digital downloads) |
| Gaon Year-End Streaming Singles Chart | 25             | - KOR: 5,201,504+ (apenas digital downloads) |
| Gaon Year-End Download Singles Chart  | 15             | - KOR: 5,201,504+ (apenas digital downloads) |
| Billboard K-Pop Hot 100               | 1              | - KOR: 5,201,504+ (apenas digital downloads) |

## Histórico de lançamento
| País          | Data                   | Formato          | Edição          | Distribuidora      |
| ------------- | ---------------------- | ---------------- | --------------- | ------------------ |
| Coreia do Sul | 29 de novembro de 2011 | Digital download | Edição normal   | LOEN Entertainment |
| Coreia do Sul | 30 de novembro de 2011 | CD               | Edição normal   | LOEN Entertainment |
| Coreia do Sul | 1 de dezembro de 2011  | CD               | Edição limitada | LOEN Entertainment |
| Japão         | 30 de novembro de 2011 | Digital download |                 | EMI Music Japan    |
| Outros        | 29 de dezembro de 2011 | Digital download |                 | LOEN Entertainment |